# (10658) Gretadevries
(10658) Gretadevries – planetoida z pasa głównego asteroid okrążająca Słońce w ciągu 4 lat i 237 dni w średniej odległości 2,79 j.a. Została odkryta 25 marca 1971 roku przez Cornelisa i Ingrid van Houtenów na płytach Palomar Schmidt wykonanych przez Toma Gehrelsa.
Nazwa planetoidy pochodzi od tragicznie zmarłej Grety de Vries (1967-2006), tragicznie zmarłej asystentki dyrektora Kapteyn Astronomical Institute w Groningen. Przed nadaniem nazwy planetoida nosiła oznaczenie tymczasowe (10658) 2281 T-1.